# Dol-de-Bretagne

Dol-de-Bretagne este o comună în departamentul Ille-et-Vilaine, Franța. În 1 ianuarie 2022 avea o populație de 5.786 de locuitori.